# تپه قیزیل قیه
تپه قیزیل قیه مربوط به دوره پارت ـ دوره ساسانی است و در شهرستان میانه، بخش مرکزی، دهستان کله بوز شرقی، یک کیلومتری شمال غربی روستای کلا واقع شده و این اثر در تاریخ ۸ بهمن ۱۳۸۵ با شمارهٔ ثبت ۱۷۰۷۷ به‌عنوان یکی از آثار ملی ایران به ثبت رسیده است.